# 小行星8710
小行星8710（英語：8710 Hawley）是一颗围绕太阳公转的小行星。1994年5月15日，C. P. de Saint-Aignan在帕洛马山发现了此天体。
这颗小行星的绝对星等为132.70252等。